# Joan de Tournai
Joan de Tournai (c. siglo XIV) fue un escultor y vidriero originario de Flandes, activo en Gerona durante los años 20 del siglo XIV.

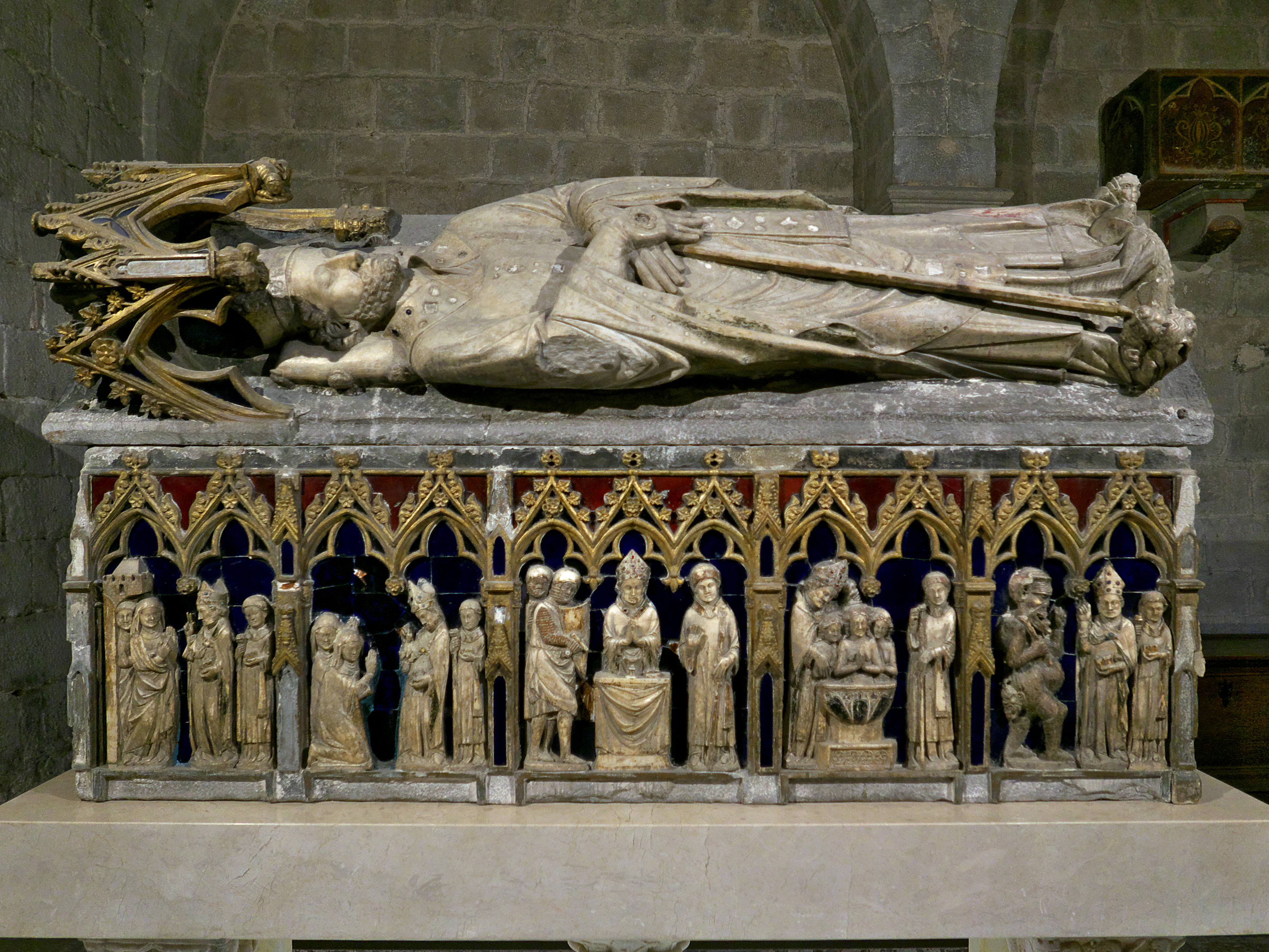
Sepulcro de San Narciso (1326-1328)

Fue uno de los responsables de la introducción del nuevo lenguaje formal del gótico en Cataluña, junto con los otros maestros - de Guines, Montbray, Bonneuil, Saint-Quintin-también venidos de Francia o Flandes.
Se puede ver una escultura suya -Figura yacente de la reina María de Chipre- el Museo Nacional de Arte de Cataluña. También son obra suya el sepulcro de Hugo de Cardona, de su hermana Brunisenda de Cervelló y el de Sant Narciso de la Iglesia gerundense de Sant Feliu, realizadas todas con alabastro.